# محمد بن عبد الرحمن الأسقع
محمد بن عبد الرحمن الأسقع (المتوفى 917 هـ) فقيه شافعي وعالم دين من الفقهاء البارعين في وقته. أقبل على نفع الناس إقراء وإفتاء، وكان حسن التقرير في تدريسه، فكثر الآخذون عنه، وحاز سعة التلامذة والأتباع، وتخرج به كثيرون من العلماء العاملين من سائر البلدان. وله فتاوى كبيرة لم تجمع بعد.

## نسبه
محمد بن عبد الرحمن الأسقع بن عبد الله بن أحمد بن علي بن محمد بن أحمد الشهيد بن الفقيه المقدم محمد بن علي بن محمد صاحب مرباط بن علي خالع قسم بن علوي بن محمد بن علوي بن عبيد الله بن أحمد المهاجر بن عيسى بن محمد النقيب بن علي العريضي بن جعفر الصادق بن محمد الباقر بن علي زين العابدين بن الحسين السبط بن علي بن أبي طالب، وعلي زوج فاطمة بنت محمد.
فهو الحفيد 23 لرسول الله محمد في سلسلة نسبه.

## مولده ونشأته
ولد بتريم في حضرموت، وبها نشأ في حجر أبيه عبد الرحمن، وعُرف والده بلقب "الأسقع" ومعناه الأصم بلهجة حضرموت الدارجة، وحفظ محمد القرآن والحاوي الصغير، ومنظومة البرماوي في الأصول، وألفية ابن مالك والملحة وبعض التنبيه، وغير ذلك من الرسائل الصغار، واشتغل ببلده بالعلوم الشرعية، من تفسير وحديث وفقه وعربية. ثم رحل إلى عدن ومكة والمدينة، وأخذ عن من بها عدة علوم وقرأ عليهم كتبا كثيرة وأجازوه في جميع مروياتهم، وقد أقام بالحرمين عدة سنين، ثم عاد إلى وطنه تريم وجلس للتدريس، وانتفع به خلق كثير. وكان خطّه حسن، وكان يكتب كل يوم ورقة واحدة، فحصل بخطّه ما ينيف على أربعين مجلدا.

## شيوخه
تلقى العلم عن علماء عصره منهم:
| - عبد الله بن عبد الرحمن بافضل - علي بن أبي بكر السكران | - عبد الله بن أبي بكر العيدروس - محمد بن علي مولى عيديد - محمد بن أحمد بافضل | - عبد الله بن أحمد بامخرمة - عبد الله بن محمد صاحب الشبيكة القديم - إبراهيم بن علي بن ظهيرة | - محمد بن عبد الرحمن السخاوي |

## تلاميذه
وقرأ عليه عالم كثير من أهل حضرموت وغيرها، وتخرج به جماعة منهم:
| - ابنه عبد الرحمن بن محمد بلفقيه - ابنه عبد الله بن محمد صاحب الشبيكة الأخير - أحمد بن سهل باقشير | - أحمد بن عبد الرحمن شهاب الدين - أحمد شريف بن علي خرد - محمد بن علي خرد | - عبد الله بن محمد باقشير - علي بن عبد الرحمن باحرمي - فضل بن عبد الله باعبد الله | - أحمد بامصباح - يحيى بن أحمد بارشيد |

## ذريته
خلف من الأولاد ثلاثة ذكور: عبد الرحمن بلفقيه وفيه العقب، وعبد الله، وأحمد وقد انقرضا. وأربع نسوة: فاطمة، وحفصة، وعائشة، ورقية.

## وفاته
توفي بتريم ليلة الاثنين الثاني والعشرين من شهر شوال سنة 917 هـ. ودفن بمقبرة زنبل وقبره بها معروف.